# ヨゼフ・アダメツ
ヨゼフ・アダメツ（Jozef Adamec, 1942年2月26日 - 2018年12月24日）は、スロバキア（旧チェコスロバキア）の元サッカー選手、サッカー指導者。ポジションはFW。

## 経歴
アダメツは、FCスパルタク・トルナヴァで選手キャリアをスタートさせると、兵役期間中にFKデュクラ・プラハや、ŠKスロヴァン・ブラチスラヴァに在籍した以外は、その選手生活の殆どをトルナヴァですごした。そしてチェコスロバキアリーグ通算383試合に出場し170得点を記録を残した。1977年からはオーストリアのSKスロヴァン・ウィーンへ移籍し、1980年に現役を引退した。
チェコスロバキア代表としては、FIFAワールドカップ・チリ大会やFIFAワールドカップ・メキシコ大会に出場するなど国際Aマッチ44試合出場14得点を記録した。
選手キャリアのハイライトシーンとしては、1968年6月23日にブラチスラヴァで行われたブラジルとの親善試合で、ハットトリックを記録したことが挙げられる（試合は3-2でチェコスロバキアの勝利）。
現役引退後は指導者の道へ進み、古巣のスパルタク・トルナヴァのコーチに就任した。その後、チェコスロバキアやスロバキア国内の複数のクラブで監督を務め、1999年から2001年までスロバキア代表監督を務めた。

## 個人タイトル
- チェコスロバキアリーグ得点王：4回 (1967, 1968, 1970, 1971)